# Psychedelicon
Psychedelicon è il romanzo di esordio del giornalista e scrittore italiano Francesco Prisco.
L'opera è la trasposizione del Satyricon di Petronio nella Londra del 1969.
Trama e personaggi si articolano sull'opera petroniana: nel romanzo di Petronio Encolpio è un giovanotto di buona cultura, intenditore di lettere, intellettualmente ben dotato e sensibile alle arti, grande sfaccendato e anche un po' furfante. Gitone è un sedicenne piuttosto belloccio, di aspetto femmineo. Ascilto, compagno di avventure di Encolpio e di Gitone, è un giovane grossolano e violento, Eumolpo è un maturo ex soldato senza mai un soldo in tasca.
In Psychedelicon, Encolpio è un musicista che sogna di incidere l'album d'esordio, Gitone un giornalista di riviste indipendenti, Ascilto uno spacciatore privo di scrupoli, Eumolpo un folle poeta Beat.
Dalla Roma decadente alla fine della summer love, sullo sfondo si articolano alcune delle vicende più note degli anni sessanta: ci sono i Beatles e i Rolling Stones, Bob Dylan e Jimi Hendrix, il Free Cinema di Richard Lester, la Pop Art di Andy Warhol, il movimento contro la guerra in Vietnam, il Manchester United di George Best e l'eccidio di Cielo Drive.
Il libro è dedicato a John Lennon, "icona della Londra degli anni Sessanta che in vita mai avrebbe immaginato di finire in un'opera ispirata alla letteratura latina".
Da ultimo va sottolineato che questo è anche un libro da ascoltare, che ha una sua colonna sonora indicata a fine romanzo, da Jimi Hendrix Experience a The Band, da Donovan ai Cream.

## Edizioni
- Francesco Prisco, Psychedelicon, Guida Editori, Napoli, 2006,  p. 196, ISBN 88-6042-145-4.